# Maurice Dugowson
Maurice Dugowson (* 23. September 1938 in Saint-Quentin, Aisne; † 11. November 1999 in Paris) war ein französischer Filmregisseur, Dokumentarfilmer und Drehbuchautor.

## Leben und Karriere
Maurice Dugowson, geboren 1938 in Saint-Quentin im Département Aisne, arbeitete 1964 zuerst als Regieassistent an mehreren Episoden für die französische Krimireihe Die Fälle des Monsieur Cabrol mit Jacques Debary in der Titelrolle. Für die TV-Serie Les cent livres des hommes inszenierte er dann 1973 eine Folge selbst.
Mitte der 1970er Jahre begann Dugowson damit, eigene Drehbücher zu verfassen und als Regisseur für das Kino zu arbeiten. Es entstanden Filme wie die Filmkomödie Lily, hab mich lieb in der Besetzung: Zouzou, Jean-Michel Folon, Patrick Dewaere, Jean-Pierre Bisson und Rufus, der als Beitrag bei den Internationalen Filmfestspielen 1975 in Berlin lief oder das Filmdrama F wie Fairbanks, in den Hauptrollen Miou-Miou, Patrick Dewaere, Michel Piccoli und John Berry, der ein Jahr später als Festival-Beitrag bei den Internationalen Filmfestspielen 1976 in Berlin ins Rennen ging. 1979 dann das Drama Auf Wiedersehen, bis Montag besetzt mit den Schauspielern Miou-Miou, Carole Laure, David Birney und Claude Brasseur oder 1987 der Kriminalfilm Wir singen im Chor mit Pascale Rocard, Hippolyte Girardot, Marie Wiart und Michel Aumont.
Für das Fernsehen hatte Dugowson seit den 1970er Jahren sehr erfolgreich sowohl bei der Erstellung von Live-Übertragungen gearbeitet, als auch an der Realisierung von Dokumentarfilmen, Fernsehfilmen und Serien mitgewirkt. Maurice Dugowson schrieb in seiner Karriere verschiedene Drehbücher in unterschiedlichen Filmgenres und führte selbst mehrere Male Regie.
Am 11. November 1999 starb Dugowson mit 61 Jahren in Paris.

## Auszeichnungen
- 1985: Ehrung mit dem Sept d'or als Bester Regisseur für eine Live-Übertragung
- 1996: Ehrung mit dem Sept d'or für den Besten Dokumentarfilm für Histoires secrètes de la télévision

## Filmografie (Auswahl)

### Filmregisseur
- 1975: Lily, hab mich lieb (Lily, aime-moi)
- 1976: F wie Fairbanks (F comme Fairbanks)
- 1979: Auf Wiedersehen, bis Montag (Au revoir à lundi)
- 1983: Sarah
- 1987: Wir singen im Chor (Chantons en Choeur)
- 1996: Histoires secrètes de la télévision (Dokumentarfilm)
- 1997: El Che (Dokumentarfilm)

### Drehbuchautor (Auswahl)
- 1975: Lily, hab mich lieb (Lily, aime-moi)
- 1976: F wie Fairbanks (F comme Fairbanks)
- 1979: Auf Wiedersehen, bis Montag (Au revoir à lundi)
- 1983: Sarah
- 1995: La poudre aux yeux